# Синкала, Натан
Натан Синкала (англ. Nathan Sinkala; 22 ноября 1990, Чингола, Замбия) — замбийский футболист, полузащитник клуба «ЗЕСКО Юнайтед» и сборной Замбии.

## Клубная карьера
Синкала начал карьеру в клубе «Грин Баффалоз» в 2008 году. В начале 2009 года был отдан в аренду на полгода в клуб «Хапоэль» из Кирьят-Шмоны. Натан выступал только за резервную команду израильтян.
В сезоне 2009 Синкала забил 3 мяча за «Грин Баффалоз». В следующем году замбиец отличился дважды. В 2010 году Синкала стал обладателем Суперкубка Замбии.
В 2012 году полузащитник перешёл в конголезский клуб «ТП Мазембе», заключив трёхлетний контракт. Синкала дважды стал чемпионом ДР Конго.
8 января 2014 года был отдан в аренду во французский «Сошо». В Лиге 1 полузащитник дебютировал 11 января 2014 во встрече с «Лионом». В игре следующего тура против «Монпелье» уже к 35 минуте получил два предупреждения и был удалён с поля. Несмотря на то, что игрок хотел остаться в «Сошо», руководство клуба решило не приобретать замбийца.
9 июля 2014 Натан на правах аренды присоединился к швейцарскому клубу «Грассхоппер». 30 июля Синкала провёл свой первый матч в еврокубках, выйдя в стартовом составе во встрече Лиги чемпионов против «Лилля». В конце 2014 года Натан вернулся в «ТП Мазембе».

## Карьера в сборной
Натан выступает за сборную Замбии с 2011 года.
Синкала был включён в заявку сборной на Кубок африканских наций 2012. На турнире принял участие во всех шести матчах своей сборной, в том числе и в финальной встрече с ивуарийцами, в которой он реализовал послематчевый пенальти.
В следующем году на африканском первенстве в ЮАР Синкала отыграл все 3 матча группового этапа без замен.
В октябре 2013 года из-за разногласий между руководством «ТП Мазембе» и Замбийской федерацией футбола Натан и ещё два игрока сборной (Рейнфорд Калаба и Стофира Сунзу) были арестованы. паспорта игроков были конфискованы замбийской миграционной службой, однако вскоре замбийское правительство отменило санкции к футболистам.
В декабре 2014 Синкала попал в заявку Замбии на Кубок африканских наций 2015. В первом же матче со сборной ДР Конго получил травму из-за которой пропустил оставшиеся игры своей команды.

## Личная жизнь
Старший брат Натана, Эндрю Синкала также является футболистом, выступает в чемпионате Германии.

## Достижения
Грин Баффалоз
- Обладатель Суперкубка Замбии (1): 2010

ТП Мазембе
- Чемпион ДР Конго (2): 2012, 2013

Сборная Замбии
- Победитель Кубка африканских наций (1): 2012